# Bayan Nur, Västra Söned
Bayan Nur (kinesiska: 巴彦淖尔) är en köping i Kina. Den ligger i den autonoma regionen Inre Mongoliet, i den norra delen av landet, omkring 350 kilometer nordost om regionhuvudstaden Hohhot.
Genomsnittlig årsnederbörd är 381 millimeter. Den regnigaste månaden är juni, med i genomsnitt 83 mm nederbörd, och den torraste är januari, med 3 mm nederbörd.